# Hechtia gayorum
Hechtia gayorum là một loài thực vật có hoa trong họ Bromeliaceae. Loài này được L.W.Lenz mô tả khoa học đầu tiên năm 1994.